# Turnabout Valley
Das Turnabout Valley (englisch für Umkehr-Tal) ist ein teilweise gletscherfreies Tal in den Quartermain Mountains des ostantarktischen Viktorialands. Es liegt zwischen dem Finger Mountain und dem Pyramid Mountain.
Teilnehmer einer von 1958 bis 1959 durchgeführten Kampagne im Rahmen der neuseeländischen Victoria University’s Antarctic Expeditions benannten es.